# Титикакска водна жаба
Титикакските гигантски жаби (Telmatobius culeus), също титикакска водна жаба, са вид безопашати земноводни от семейство Telmatobiidae. Видът е критично застрашен от изчезване. Ендемит от езерото Титикака. За дишане основно използват кожата си, гънките на която увеличават дихателната повърхност.

## Разпространение
Разпространен е в Боливия и Перу.

## Описание
Дължината на тялото на титикакската жаба е около 15 – 20 cm. Носът ѝ е остро-закръглен, очите са относително малки и са повдигнати над горната част на тялото. Кожата е гладка, с много гънки. Пръстите а дълги, с тесни закръглени краища, на предните крайници са прави, а на задните – извити. Оцветяването откъм гърба на тялото е тъмномаслинено или тъмнокафяво, понякога със светли петна. Коремчето е кремаво-сиво.
Когато Жак-Ив Кусто през 1973 г. проучва езерото Титикака с водолази и подводница, той съобщава за екземпляри от тази жаба, които би трябвало да са с дължина до 50 cm и тегло 1 kg. Очевидно е обаче, че този биометричен резултат се базира на сумата от дължината „нос – анус“ (англ. Snout-Vent) (която е около 10 cm) и опънатите задни крака – един необичаен за зоолозите начин на измерване. Максималната дължина на главата и тялото, получена от тази информация, вероятно е не повече от 20 cm. Други автори споменават за дължина до 30 cm. Така или иначе, титикакската жаба е една от най-големите видове жаби, въпреки че не достига размерите на западноафриканската жаба-голиат.

## Местообитание
Титикакската жаба обитава езерото Титикака и няколко най-близки езера на платото Алтиплано, на височина около 3810 m над морското ниво. Живее в топлите прибрежни райони на езерата, където температурата е над +10 °C.
Живеят в относително студена вода с голямо количество кислород, като в резултат има ниско ниво на метаболизъм, а малките бели дробове говорят, че по-голямата част от дишането става през кожата. Като правило, тази жаба не използва своите рудиментарни дробове. Наблюденията показват, че представителите на този вид, намирайки се на дъното на езерото, от време на време правят ритмични движения нагоре-надолу, което увеличава течението на водата около тях.